# رودریگو گونزالس (بازیکن فوتبال، زاده ۲۰۰۰)
رودریگو گونزالس (انگلیسی: Rodrigo González؛ زادهٔ ۱۴ آوریل ۲۰۰۰) بازیکن فوتبال است.
از باشگاه‌هایی که در آن بازی کرده‌است می‌توان به باشگاه فوتبال روساریو سنترال اشاره کرد.